# Zoltán Szabó (mathématicien)
Ne pas confondre avec le footballeur serbo-hongrois Zoltán Szabó.
Zoltán Szabó (né le 24 novembre 1965) est un mathématicien hongro-américain spécialiste de topologie, professeur de mathématiques à l'université de Princeton. 

## Formation et carrière
Il a obtenu son B. A. de l'université Loránd Eötvös de Budapest, en Hongrie en 1990, et il a reçu son doctorat de l'université Rutgers en 1994, sous la direction de Ted Edgar Petrie et John Morgan. 
À partir de 1994 il est Instructor puis en 1996 il devient professeur assistant à l'université de Princeton, où après une année passée à l'université du Michigan à Ann Arbor en 2000 il devient professeur associé et en 2002 professeur. Depuis 2005 il y est titulaire de la chaire Henry Burchard de professeur de mathématiques.

## Travaux
Les recherches de Szabó portent principalement sur les 3-variétés, les 4-variétés lisses, la théorie des nœuds, la géométrie symplectique et la théorie de jauge.
Il a créé, avec Peter Ozsváth, l'homologie de Floer Heegaard, une théorie d'homologie pour les 3-variétés. 
Avec John Morgan et Clifford Taubes il prouve en 1994 la conjecture de Thom (en), indépendamment de Peter Kronheimer et Tomasz Mrowka.

## Prix et distinctions
De 1998 à 2003 il est Packard Fellow et de 1998 à 2000 il bénéficie d'une bourse Sloan.
Pour leurs contributions dans le domaine de la topologie, Ozsváth et Szabó ont été lauréats en 2007 du prix Oswald-Veblen en géométrie.
En 2010, il a été élu membre honoraire de l'Académie hongroise des sciences.
Szabo est avec Ozsvath conférencier invité au congrès international des mathématiciens (ICM) 2006 à Madrid (« Heegaard diagrams and Floer homology »). En 2004 tous deux donnent une conférence plénière au 4e Congrès européen de mathématiques à Stockholm (« On Heegaard diagrams and holomorphic discs »).

## Sélection de publications
(octobre 2018).
- Zoltán Szabó et Peter Ozsváth, « Holomorphic disks and topological invariants for closed three-manifolds », Annals of Mathematics, vol. 159, no 3,‎ 2004, p. 1027–1158 (DOI 10.4007/annals.2004.159.1027, arXiv math/0101206).
- Zoltán Szabó et Peter Ozsváth, « Holomorphic disks and three-manifold invariants: properties and applications », Annals of Mathematics, vol. 159, no 3,‎ 2004, p. 1159–1245 (DOI 10.4007/annals.2004.159.1159).
- Grid Homology for Knots and Links, American Mathematical Society, (2015)
- avec John Morgan, Clifford Taubes: A product formula for the Seiberg-Witten invariants and the generalized Thom conjecture. J. Differential Geom. 44 (1996), n° 4, 706–788.
- Simply-connected irreducible 4 -manifolds with no symplectic structures. Invent. Math. 132 (1998), n° 3, 457–466.
- avec Ozsváth: The symplectic Thom conjecture. Ann. of Math. (2) 151 (2000), n° 1, 93–124.
- avec Ozsváth: Absolutely graded Floer homologies and intersection forms for four-manifolds with boundary. Adv. Math. 173 (2003), no. 2, 179–261.
- avec Ozsváth: Knot Floer homology and the four-ball genus. Geom. Topol. 7 (2003), 615–639.
- avec Ozsváth: Holomorphic disks and genus bounds. Geom. Topol. 8 (2004), 311–334.
- avec Ozsváth: Holomorphic disks and knot invariants. Adv. Math. 186 (2004), no. 1, 58–116.
- avec Ozsváth: Heegaard Floer homology and contact structures. Duke Math. J. 129 (2005), no. 1, 39–61.
- avec Ozsváth: On knot Floer homology and lens space surgeries. Topology 44 (2005), no. 6, 1281–1300.
- avec Ozsváth: Holomorphic triangles and invariants for smooth four-manifolds. Adv. Math. 202 (2006), n° 2, 326–400.
- avec Peter Kronheimer, Tomasz Mrowka, Ozsváth: Monopoles and lens space surgeries. Ann. of Math. (2) 165 (2007), n° 2, 457–546.